# Exia Edwards
Pour les articles homonymes, voir Edwards.
Pas d'image ? Cliquez ici

a Compétitions nationales et continentales officielles uniquement.

b Matchs officiels uniquement.
Dernière mise à jour le 15 mars 2024.
Exia Edwards, née Shelford le 12 novembre 1975 à Ōpōtiki (en) (Nouvelle-Zélande), est une joueuse internationale néo-zélandaise de rugby à XV, pouvant occuper les postes de Centre, ailier ou arrière.
Son oncle Frank Shelford (en) et son cousin Buck Shelford sont des All Blacks.

## Biographie
Elle a fait ses débuts internationaux à XV en 1998.
Elle a été internationale néo-zélandaise de rugby à XIII et également internationale à sept.
Elle remporte la Coupe du monde féminine de rugby à XV 2006 disputée du 31 août au 17 septembre 2006, elle a disputé 5 matchs (4 titularisations).

## Statistiques en équipe nationale
- 27 sélections en équipe de Nouvelle-Zélande.
- 90 points

## Palmarès
- Vainqueur de la Coupe du monde en 1998, en 2002 et en 2006.